# Loreto Vittori
Pour les articles homonymes, voir Vittori.
Loreto Vittori (né en 1600 à Spolète, dans l'actuelle province de Pérouse en Ombrie, alors dans les États pontificaux - mort le 23 avril 1670 à Rome) était un chanteur d’opéra italien du XVIIe siècle.

## Biographie
Loreto Vittori était un castrat placé en 1618 sous la protection des Médicis. Il s’établit à Rome en 1621, d’abord au service du cardinal Ludovico Ludovisi, neveu du pape Grégoire XV, puis en 1632 au service du cardinal Antonio Barberini, neveu du futur Urbain VIII. En 1642, il chante le rôle d’Angelica dans l’ouvrage de Luigi Rossi Il Palazzo incantato di Atlante dont le livret est du cardinal Rospigliosi, futur Clément IX.
Il est ordonné prêtre en 1643 et se retire de la chapelle pontificale en 1647.